# Fan-ily Feud
«Fan-ily Feud» (укр. «Фанатська ворожнеча») — вісімнадцята серія тридцять четвертого сезону мультсеріалу «Сімпсони», прем'єра якої відбулась 23 квітня 2023 року у США на телеканалі «Fox».

## Сюжет
Гомер і Барт ідуть на стадіон «Спрінґфілдських Ізотопів», щоб побачити, як пітчер Чак Вайлдлер виб'є рекорд. Коли вони заходять на стадіон, то бачать, що там повно юних дівчаток. Збентежені цим, Сімпсони готуються дивитися гру. Однак «Джамботрон» починає показувати відео «нації шпаків» (укр. murmur nation) з новою піснею «Глітер» (англ. «Glitter») попспівачки Ешлі Шпаклінґ. Коли пісня починає грати, дівчата піднімають панелі, щоб зробити великі написи на трибунах. Через це Гомер і Барт пропускають рекордну подачу пітчера, тому вони йдуть.
Гомер запитує Барта, хто така Ешлі Шпаклінґ, і Барт називає її «плаксивою поп-співачкою для плаксивих дівчат, які люблять плакати». Біля стенда концесій Кент Брокман вважає, що Гомер — також фанат Ешлі, і бере у нього інтерв'ю про співачку. Гомер повторює слова Барта Кенту, тоді як сам Барт відхрещується від слів і Гомера. Після цього Барт застерігає батька, що той — мрець, бо фан-клуб «нація шпаків» — дуже потужний…
Коли наступного дня Гомер їде на роботу, радіо в авто починає безперестанку грати пісню «Глітер». Поки він намагається змінити станцію, в автомобіль кидають ляльку Ешлі Шпаклінґ, внаслідок чого Гомер розбивається, а з подушок безпеки виривається глітер. На станції на Гомера весь час нападали ворони. Однак, Гомер відмовляється покаятися на прохання Барта.
Невдовзі з'ясовується, що Ліса Сімпсон також належить до «нації шпаків». Вона любить батька, але ставить попспівачку та її ідеї вище.
Гомер змушений ховатися вдома. Коли він виходить за газетою, його схоплюють люди та відвозять до студії Луни, суперниці Ешлі Шпаклінґ. Луна каже Гомеру, що він буде під захистом її шанувальників, ехолаліків.
Тим часом Барт каже сестрі, що він знає, що вона є частиною фанатів Ешлі, і хоче приєднатися до них лише для того, щоб влаштовувати витівки над Гомером. Ліса приймає, і разом з Бартом «нація шпаків» влаштовує капость у Бовларамі. Однак, їхню витівку зірвали ехолаліки. Невдовзі розпочинається цілковита війна між двома арміями фанатів, і Спрінґфілд стає безладом.
У новинному репортажі Кент Брокман бере запитує Мардж про Гомера, і вона каже, що е згідна з чоловіком, бо їй подобається музика Ешлі Шпаклінґ. Водночас вона не терпить будь-якого безладу.
Після цього до будинку Сімпсонів доставляють подарунок від Ешлі Шпаклінґ. Відкривши його, Ліса захоплює, що Ешлі запрошує її на вечерю та надіслала вишукану сукню. Однак, дівчинка розуміє, що це для Мардж, а не для неї. Ліса роздратована, бо вона є фанаткою Ешлі з чотирьох років, а Мардж лише один раз надала приємний коментар. Мардж йде на приватну вечерю з Ешлі, яка споює Сімпсон і та не стримує сімейні секрети…
Наступного ранку Барт, якого вигнали з «нації шпаків» не витримує і розповідає Гомерові все про Лісу та її участь у «нації», а Ліса своєю чергою розповідає татові, що Барт має цілий блокнот із капостями проти Гомера. На ножах Мардж намагається заспокоїти родину, але Ліса показує, що Ешлі Шпаклінґ написала пісню «Яким ти був» (англ. «The Way You Was») про погані сторони стосунків Гомера та Мардж. Після цього всього Гомер не витримує і йде з дому на студію Луни.
Гомер розмовляє з Луною про те, що робила його сім'я, і Луна допомагає Гомеру також написати про них пісню. За три дні Гомер повертається додому, щоб показати своїй сім'ї кліп «Плавлення» (англ. «The Meltdown»). Пісня пояснює, наскільки Гомер піклується про кожного члена своєї сім'ї, після чого сім'я знову об'єднується.
Згодом «нація шпаків» йдуть до дому Сімпсонів, щоб сказати Гомеру, що вони припинили напади на нього. Тоді сім'я розповідає про психопатів і про те, яке це божевілля — належати до таких груп. Тоді Мардж розуміє, що родина запізнюється до церкви, тому вони поспішають, щоб підготуватися до виходу…

## Виробництво
За словами співвиконавчої продюсерки серії Керолін Омайн:
|  | Групове написання пісень – це виклик. Це також дуже весело. Ми хотіли, щоб це була пісня [на початку епізода] про розставання/гімн, що надає сили. Він мав бути достатньо помітним, щоб глядачі асоціювали блиск з Ешлі до кінця серії. |

Також за словами Омайн, «писати тексти пісень також було нелегко — [стосовно пісні „Яким ти був“] це повинні були бути речі, які б збентежили Гомера; речі, які дратують Мардж, не створюючи враження, що він їй не подобається. Як команда ми склали величезний список, а потім перетворили його на тексти хітів».
Жарт у пісні «Яким ти був» «Ти наполягав на тому, що Місяць — просто Сонце вночі» (англ. «You kept insisting that the moon was just the sun at night») належить сценаристці Крістін Ненґл.
Барта виганяють з «нації шпаків» через те, що йому не сподобалась кличка пса однієї з фанаток — Ґреґ. Ґреґ — ім'я чоловіка Броті Ґупти, авторки сценарію епізода.

## Культурні відсилання та цікаві факти
- Армію шанувальників Ешлі Шпаклінґ (англ. Starling означає «шпак») називають «murmur nation» (укр. «нацією шпаків»). Шпаки рухаються групою, створюючи сліпучі повітряні вистави під назвою «мурмурації», які можуть залучати тисячі птахів. Вони також руйнівні та інвазивні так само, як і ворони, що нападають на Гомера[5].
- У серії кілька разів ламають «четверту стіну» зізнанням у любові до армії фанатів «BTS»[6].
- Назва армії «ехолаліки» перегукується з назвою психічної хвороби ехолалія — повторенням однакових або схожих звукових сполучень незалежно від мовних нормативів[7].
- Пісня «Яким ти був» (англ. «The Way You Was») натхненна піснею «All Too Well» (укр. «Все надто добре») Тейлор Свіфт і епізодом 2 сезону «Сімпсонів» «The Way We Was»[8].
  - Кліп на пісню містить відтворення деяких сцен епізода.
- В одній зі сцен кліпу «Плавлення» під водою Гомер промовляє «Mmmm, seven bitter pancakes…» (укр. «Мммм, сім гірких млинців…») задом наперед[9].

## Ставлення критиків і глядачів
Під час прем'єри серію переглянули 1 млн осіб, з рейтингом 0.3, що зробило її найпопулярнішим шоу на каналі «Fox» тієї ночі.
Тоні Сокол з «Den of Geek» оцінив серію на чотири з п'яти зірок, сказавши, що серія «знаходить правильні ритми і вбиває решту».
Реян Мішра з «TheReviewGeek» оцінив серію на три з половиною з п'яти зірок, сказавши:
|  | Серія є мега покращенням порівняно з попередніми кількома серіями, які ми бачили раніше. Звичайно, історії бракує глибини, але вона захоплює. Кожен член сім'ї Сімпсонів має зіграти свою роль, і приємно бачити, як Гомер проходить через різні етапи, щоб примиритися зі своїми близькими. Деякі з коментарів глибокі та досить жартівливі, а крім того, епізод містить важливе повідомлення щодо сліпого слідування, яке часто призводить до заворушень. |

Згідно з голосуванням на сайті The NoHomers Club більшість фанатів оцінили серію на 4/5 із середньою оцінкою 3,61/5.